# Melancijum
Melancijum (lat. Melanthium L.), biljni rod iz porodice Melanthiaceae kojemu pripadaju 4 priznate vrste,  trajnica dok su neke izdvojene u razne druge rodove, a najviše rod čemerika (Veratrum). Tipična u rodu je  Melanthium virginicum L. = Veratrum virginicum (L.) W.T.Aiton

## Vrste
1. Melanthium hybridum Walter
2. Melanthium parviflorum (Michx.) S.Watson
3. Melanthium virginicum L.
4. Melanthium woodii (J.W.Robbins ex Alph.Wood) Bodkin

## Sinonimi
1. Melanthium aethiopicum Desr. = Baeometra uniflora (Jacq.) G.J.Lewis
2. Melanthium album (L.) Thunb. 	= Veratrum album L.
3. Melanthium angustifolium Willd. = Androcymbium gramineum (Cav.) J.F.Macbr.
4. Melanthium aspericaule Poir. 	= Triantha glutinosa (Michx.) Baker
5. Melanthium bergii Schltdl. = Wurmbea punctata (L.) J.C.Manning & Vinn.
6. Melanthium biglandulosum Bertol. = Veratrum virginicum (L.) W.T.Aiton
7. Melanthium blandum Sol. ex Baker = Wurmbea punctata (L.) J.C.Manning & Vinn.
8. Melanthium bracteolare Desr. = Veratrum album L.
9. Melanthium brownii Schltdl., nom. illeg. = Wurmbea biglandulosa (R.Br.) T.D.Macfarl.
10. Melanthium caeruleum Eckl. ex Schult. & Schult.f. = Wurmbea punctata (L.) J.C.Manning & Vinn.
11. Melanthium capense L. = Androcymbium capense (L.) Druce
12. Melanthium capense Licht. ex Schult. & Schult.f., nom. illeg. = Wurmbea punctata (L.) J.C.Manning & Vinn.
13. Melanthium caricinum Roth = Iphigenia indica (L.) A.Gray ex Kunth
14. Melanthium ciliatum L.f. = Wurmbea punctata (L.) J.C.Manning & Vinn.
15. Melanthium cochinchinense Lour. = Asparagus cochinchinensis (Lour.) Merr.
16. Melanthium damascenum (L.) Medik. = Nigella damascena L.
17. Melanthium densum Desr. = Stenanthium densum (Desr.) Zomlefer & Judd
18. Melanthium dioicum Walter = Chamaelirium luteum (L.) A.Gray
19. Melanthium dispersum Small = Veratrum virginicum (L.) W.T.Aiton
20. Melanthium eucomoides Jacq. = Androcymbium eucomoides (Jacq.) Willd.
21. Melanthium flavum Sm. = Baeometra uniflora (Jacq.) G.J.Lewis
22. Melanthium garnotianum Kunth = Wurmbea punctata (L.) J.C.Manning & Vinn.
23. Melanthium glaucum Nutt. = Anticlea elegans subsp. glauca (Nutt.) A.Haines
24. Melanthium gracile Desr. = Wurmbea punctata (L.) J.C.Manning & Vinn.
25. Melanthium gramineum Cav. = Androcymbium gramineum (Cav.) J.F.Macbr.
26. Melanthium graminifolium Steud. = Androcymbium gramineum (Cav.) J.F.Macbr.
27. Melanthium guineense Welw. ex Baker, nevalidna publ. = Camptorrhiza strumosa (Baker) Oberm.
28. Melanthium hultgreenii Thunb. = Anticlea elegans subsp. elegans
29. Melanthium hyacinthium B.Heyne ex Roth, nevalidna publ. = Ledebouria revoluta (L.f.) Jessop
30. Melanthium hyacinthoides Royle = Drimia indica (Roxb.) Jessop
31. Melanthium indicum L. = Iphigenia indica (L.) A.Gray ex Kunth
32. Melanthium inustum Ker Gawl. = Wurmbea capensis Thunb.
33. Melanthium japonicum Willd. = Chionographis japonica (Willd.) Maxim.
34. Melanthium junceum Jacq. = Wurmbea stricta (Burm.f.) J.C.Manning & Vinn.
35. Melanthium laetum Aiton = Amianthium muscitoxicum (Walter) A.Gray
36. Melanthium laetum Kunth, nom. illeg. = Veratrum virginicum (L.) W.T.Aiton
37. Melanthium latifolium Desr. = Veratrum hybridum (Walter) J.H.Zimmerman ex Zomlefer
38. Melanthium latifolium var. longipedicellatum A.Br., nom. provis. = Veratrum hybridum (Walter) J.H.Zimmerman ex Zomlefer
39. Melanthium longiflorum Ker Gawl., nom. illeg. = Wurmbea monopetala (L.f.) B.Nord.
40. Melanthium lucidum Ker Gawl., orth. var. = Wurmbea spicata var. spicata
41. Melanthium luridum'' Banks ex Ker-Gawl. = Wurmbea spicata var. spicata
42. Melanthium luridum Sol. ex Baker, nom. illeg. = Wurmbea punctata (L.) J.C.Manning & Vinn.
43. Melanthium luteum (L.) Thunb. = Chamaelirium luteum (L.) A.Gray
44. Melanthium luteum Thunb., sensu auct. = krivi naziv za  Chionographis japonica var. japonica
45. Melanthium marginatum Desr. = Wurmbea marginata (Desr.) B.Nord.
46. Melanthium marginatum Schltdl., nom. illeg. = Wurmbea punctata (L.) J.C.Manning & Vinn.
47. Melanthium massoniifolium Andrews = Whiteheadia bifolia (Jacq.) Baker
48. Melanthium monoicum Pursh, nom. illeg. = Veratrum virginicum (L.) W.T.Aiton
49. Melanthium monoicum Walter = Veratrum virginicum (L.) W.T.Aiton
50. Melanthium monopetalum L.f. = Wurmbea monopetala (L.f.) B.Nord.
51. Melanthium muscitoxicum Walter = Amianthium muscitoxicum (Walter) A.Gray
52. Melanthium myoctonum J.F.Gmel. = Amianthium muscitoxicum (Walter) A.Gray
53. Melanthium nigrum (L.) Thunb. = Veratrum nigrum L.
54. Melanthium nuttallii (A.Gray) D.Dietr. = Toxicoscordion nuttallii (A.Gray) Rydb.
55. Melanthium phalangioides Desr. = Amianthium muscitoxicum (Walter) A.Gray
56. Melanthium polygamum Desr. = Veratrum virginicum (L.) W.T.Aiton
57. Melanthium pumilum (Willd.) Ker Gawl., nom. illeg. = Wurmbea capensis Thunb.
58. Melanthium pumilum J.R.Forst. = Astelia pumila (J.R.Forst.) Gaudich.
59. Melanthium punctatum Cav., nom. illeg. = Androcymbium gramineum (Cav.) J.F.Macbr.
60. Melanthium punctatum L. = Wurmbea punctata (L.) J.C.Manning & Vinn.
61. Melanthium punctatum Mill., nom. illeg. = Wurmbea punctata (L.) J.C.Manning & Vinn.
62. Melanthium racemosum Michx., nom. illeg. = Veratrum hybridum (Walter) J.H.Zimmerman ex Zomlefer
63. Melanthium racemosum Roth, nom. illeg. = Iphigenia indica (L.) A.Gray ex Kunth
64. Melanthium racemosum Walter = Triantha racemosa (Walter) Small
65. Melanthium remotum Ker Gawl. = Wurmbea capensis Thunb.
66. Melanthium revolutum Ker Gawl. = Wurmbea capensis Thunb.
67. Melanthium rubicundum Willd. = Wurmbea punctata (L.) J.C.Manning & Vinn.
68. Melanthium sabadilla (Retz.) Thunb. = Schoenocaulon officinale (Schltdl. & Cham.) A.Gray
69. Melanthium schlechtendalianum Schult. & Schult.f. = Wurmbea punctata (L.) J.C.Manning & Vinn.
70. Melanthium secundum Desr. = Wurmbea punctata (L.) J.C.Manning & Vinn.
71. Melanthium sibiricum L. = Anticlea sibirica (L.) Kunth
72. Melanthium spicatum Burm.f. = Wurmbea spicata (Burm.f.) T.Durand & Schinz
73. Melanthium spicatum Walter, nom. illeg. = Xerophyllum tenax (Pursh) Nutt.
74. Melanthium tenue Hook.f. = Wurmbea tenuis (Hook.f.) Baker
75. Melanthium triquetrum L.f. = Wurmbea stricta (Burm.f.) J.C.Manning & Vinn.
76. Melanthium uniflorum Jacq. = Baeometra uniflora (Jacq.) G.J.Lewis
77. Melanthium virens Thunb. = Veratrum album L.
78. Melanthium virescens Willd. ex Kunth, pro syn. = Anticlea virescens (Kunth) Rydb.
79. Melanthium viride L.f. = Ornithoglossum viride (L.f.) Dryand. ex W.T.Aiton
80. Melanthium woodii (J.W.Robbins ex Alph.Wood) Bodkin = Veratrum woodii J.W.Robbins ex Alph.Wood
81. Melanthium wurmbeum Thunb. = Wurmbea capensis Thunb.